# Воля (Тернопольская область)
Воля (укр. Воля) — село в Микулинецкой поселковой общине Тернопольском районе Тернопольской области Украины. Расположено на левом берегу реки Серет.
До 1939 года называлось Воля Мазовецка.
До 2020 года входило в Теребовлянский район.
Население по переписи 2001 года составляло 817 человек. Занимает площадь 2,754 км². Почтовый индекс — 48171. Телефонный код — 3551.